# Juhász Árpád (szociológus)
Juhász Árpád (Törökszentmiklós, 1939. november 18. –) szociológus, tanár.

## Életpályája
Debrecenben érettségizett, 1963-ban a Kossuth Lajos Tudományegyetemen szerzett történelem-orosz szakos tanári és népművelői diplomát, majd a Magyar Filmtudományi Intézet és Filmarchívumba került tudományos gyakornoknak, ahol filmhatás- és közönségvizsgálatokban vett részt. 1965-től a FŐMO Filmforgalmazási Osztályán dolgozott filmszakelőadóként, 1968-ban a Művelődésügyi Minisztérium Filmművészeti Főosztályára került. Itt s jogutódjánál, a Filmfőigazgatóságon mintegy másfél évtizeden át, főelőadóként elemző-értékelő, prognosztizáló tevékenységet folytatott. Az ELTE Bölcsészettudományi Karának szociológiai szakán 1975-ben végzett. 1984-től a Magyar Filmintézet Filmterjesztés-elméleti és Módszertani Osztályát vezette. Az 1988-1989-es tanévtől 2004-ig a debreceni Kossuth Lajos Tudományegyetem Szociológiai Tanszékének oktatója (szociológiaelméletet, tömegkommunikáció- és filmszociológiát tanít). 1990-ben az ELTE-n védte meg a filmterjesztés szociológiai és praxeológiai kérdéseivel foglalkozó doktori disszertációját. 1991–1993: megszűnéséig elnöke a Magyar Mozgókép Alapítvány Üzemeltetési Szakkuratóriumának. A kilencvenes évek második felében a KLTE-n folyó mozgókép-kommunikátor képzés egyik kidolgozója és „gazdája”. Három évtizeden keresztül a KLTE és az OPAKFI keretein belül folytatja a nyolcvanas évek közepén megkezdett: longitudinális kutatásait a magyar filmterjesztés modernizációs folyamatairól (reformok, rendszer- és korszakváltás). 1990: Optikai, Akusztikai, Film- és Színháztechnikai Tudományos Egyesület Mozgókép Szakosztályalapítóinak egyike, máig elnöke. 2003–2013 között a Szent István Egyetemen elindított, akkreditált felsőfokú mozgóképes (gyártási és terjesztési) szakképzés tanára. Az utóbbi években a magyar filmterjesztés háború utáni történetének feldolgozásával foglalkozik a világszerte és itthon megfigyelhető társadalmi s kulturális változások összefüggéseiben a hazai mozisok és forgalmazók „nagy generációjának” személyes történeteire, megélt tapasztalataira is támaszkodva. Az ezzel kapcsolatos, több évre tervezett „leletmentést” a Filmművészek és Filmalkalmazottak Szakszervezete (FFSZ) és az OPAKFI munkatársaival együtt végzi (filmen rögzített mélyinterjúk készítése).

## Bibliográfia
- A filmterjesztés elméleti és gyakorlati kérdései I-IV. (Filmforgalmazási szaktanfolyam jegyzete, író, szerkesztő, OPAKFI, 1981-1985)
- A filmterjesztés új útjai I. Mozifilmek kábelen, videón, műholdról, televízión és a moziban (felelős szerkesztő, szerk.: Szekeres Péter, KKI, Filminform GMM, Helikon Film, 1988)
- Útközben a magyar filmterjesztés I-VII. (sorozatszerkesztő): A filmterjesztés rendszerének átalakulása (1982-92) Tények, reflexiók (FILMOSZ, OPAKFI, 1993)
- A multiplex kihívás — Tények, reflexiók a kilencvenes évekről (MOSZ, OPAKFI, KLTE, 2000)
- A kinoszauruszok kora — Tények, reflexiók a kilencvenes évekről (MOSZ, OPAKFI, DE, 2000)
- Multiplex-szklerózis? — Tények, reflexiók az ezredfordulón (MOSZ, OPAKFI, DE, 2000)
- Helyben járás és/vagy műsorpolitikai Kállai-kettős? — Tények, reflexiók a „pangás” éveiből (1974-1982) (MOSZ, OPAKFI, DE, 2002)
- Gúzsbakötve táncolni? — Tények, reflexiók a 80-as évek közepéből (VI-VII. kötet, MOSZ, OPAKFI, 2003)